# Xã Leroy, Quận Calhoun, Michigan
Xã Leroy (tiếng Anh: Leroy Township) là một xã thuộc quận Calhoun, tiểu bang Michigan, Hoa Kỳ. Năm 2010, dân số của xã này là 3.712 người.